# Areias e Pias
Areias e Pias (oficialmente: União das Freguesias de Areias e Pias) é uma freguesia portuguesa do município de Ferreira do Zêzere, com 45,76 km² de área e 1553 habitantes (censo de 2021). A sua densidade populacional é 33,9 hab./km².

## História
Foi constituída em 2013, no âmbito de uma reforma administrativa nacional, pela agregação das antigas freguesias de Areias e Pias e tem a sede em Areias;no entanto, a freguesia de Pias viu perder parte do seu território original para as freguesias de Águas Belas e Igreja Nova do Sobral.

## Demografia
A população registada nos censos foi:
| Distribuição da População por Grupos Etários | Distribuição da População por Grupos Etários | Distribuição da População por Grupos Etários | Distribuição da População por Grupos Etários | Distribuição da População por Grupos Etários | Distribuição da População por Grupos Etários |
| -------------------------------------------- | -------------------------------------------- | -------------------------------------------- | -------------------------------------------- | -------------------------------------------- | -------------------------------------------- |
| Antes da agregação                           |                                              |                                              |                                              |                                              |                                              |
| Ano                                          | 0-14 anos                                    | 15-24 anos                                   | 25-64 anos                                   | >= 65 anos                                   | Total                                        |
| 2001                                         | 269                                          | 293                                          | 976                                          | 768                                          | 2306                                         |
| 2011                                         | 191                                          | 177                                          | 873                                          | 699                                          | 1940                                         |
| Após a agregação                             |                                              |                                              |                                              |                                              |                                              |
| Ano                                          | 0-14 anos                                    | 15-24 anos                                   | 25-64 anos                                   | >= 65 anos                                   | Total                                        |
| 2021                                         | 139                                          | 115                                          | 665                                          | 634                                          | 1553                                         |